# Oscar Nilsson-Julien
Oscar Nilsson-Julien (Londres, 10 de enero de 2002) es un deportista francés que compite en ciclismo en las modalidades de pista y ruta. Ganó una medalla de bronce en el Campeonato Europeo de Ciclismo en Pista de 2024, en la prueba de puntuación.

## Medallero internacional
| Campeonato Europeo | Campeonato Europeo       | Campeonato Europeo | Campeonato Europeo |
| Año                | Lugar                    | Medalla            | Competición        |
| ------------------ | ------------------------ | ------------------ | ------------------ |
| 2024               | Apeldoorn (Países Bajos) | Medalla de bronce  | Puntuación         |

## Palmarés
| Posición | Evento                                                             | Año  |
| -------- | ------------------------------------------------------------------ | ---- |
| 3º       | GC Tour de la Mirabelle                                            | 2024 |
| 3º       | Etapa Tour de la Mirabelle                                         | 2024 |
| 4º       | Puntos GC Tour de la Mirabelle                                     | 2024 |
| 4º       | Etapa Tour de la Mirabelle                                         | 2024 |
| 6º       | Campeonato Nacional Francia MU - Contrarreloj                      | 2024 |
| 7º       | Curso de Paz KOM                                                   | 2022 |
| 8º       | KOM Tour de Eure-et-Loir                                           | 2022 |
| 8º       | Campeonato Nacional de Gran Bretaña MU23 - Contrarreloj Individual | 2022 |
| 9º       | Cronología de las Naciones                                         | 2022 |
| 13º      | Etapa Tour du Loir et Cher                                         | 2024 |
| 16º      | GC Tour du Loir et Cher                                            | 2024 |
| 16º      | Campeonato Nacional Francia ME - ITT                               | 2024 |